# 沙代克

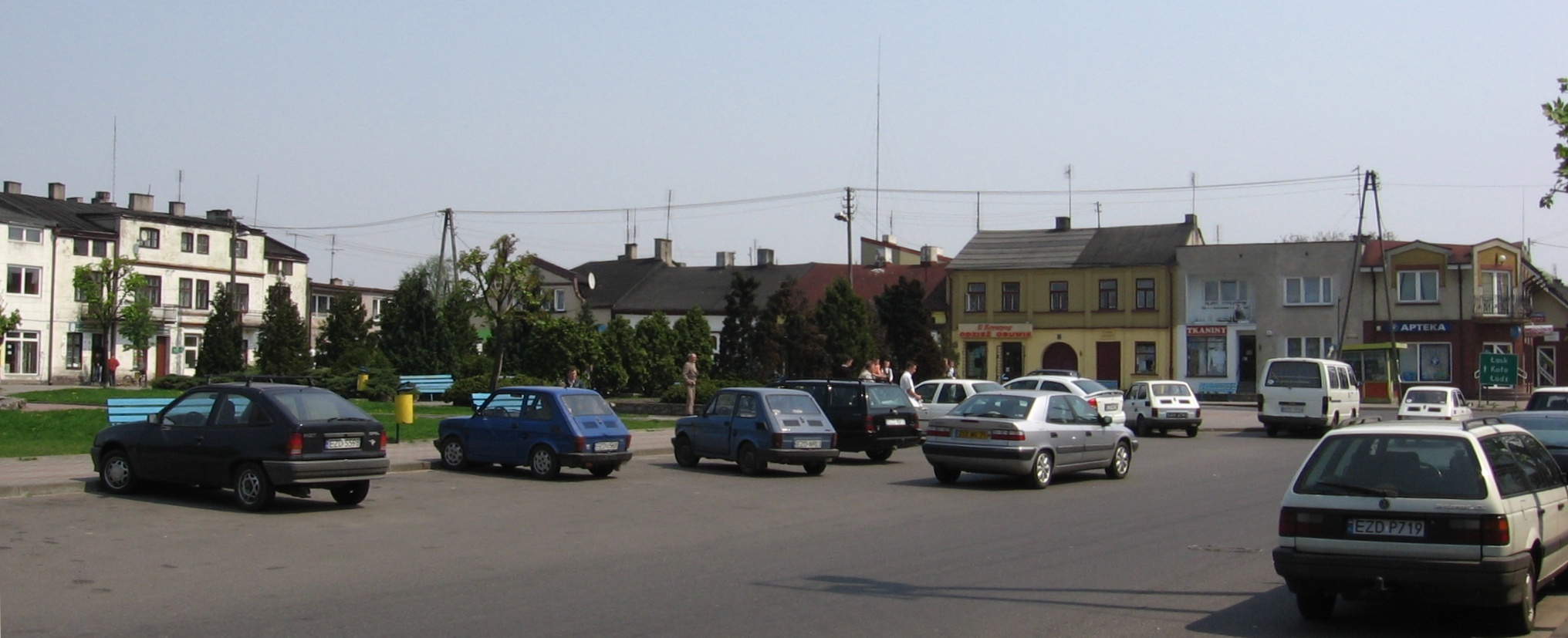

沙代克是波蘭的城鎮，位於該國中部，由羅茲省負責管轄，面積17.99平方公里，2006年人口2,007。第二次世界大戰期間，納粹德國佔領該鎮。

## 外部連結
- Official town website （页面存档备份，存于）

51°41′30″N 18°58′45″E / 51.69167°N 18.97917°E